# Novibipalium miyukiae
Novibipalium miyukiae és una espècie de planària terrestre que pertany a la subfamília dels bipalins. S'ha trobat a la ciutat de Hakodate, Hokkaido, Japó. El nom específic fa referència a la filla de Masaharu Kawakatsu, l'autor principal de l'espècie, que durant molts anys ha ajudat al seu pare en els estudis de turbel·laris.

## Descripció
És una espècie de mida petita, preservada mesura uns 26 mm. N. miyukiae presenta un cos allargat i aplanat amb el cap en forma de mitja lluna típic dels bipalins. El color de la superfície dorsal és entre fosc i marró negrós uniforme i no presenta bandes.